# 鄭上園
鄭上園（？年—？年），本姓鄭，改姓李，廣東省潮州府海陽縣人，康熙二十九年庚午科舉人，康熙四十九年任四川鄰水縣知縣。